# Resistance: Fall of Man
 (janvier 2009).
Si vous disposez d'ouvrages ou d'articles de référence ou si vous connaissez des sites web de qualité traitant du thème abordé ici, merci de compléter l'article en donnant les références utiles à sa vérifiabilité et en les liant à la section « Notes et références ».
Resistance: Fall of Man est un jeu de tir à la première personne développé par Insomniac Games  et sorti en novembre 2006 au Japon et aux États-Unis sur PlayStation 3. La version européenne est sortie le 23 mars 2007.Il a remporté 7 prix IGN en 2006 dans la catégorie PlayStation 3 (jeu de l'année, meilleur jeu de tir à la première personne, meilleur graphisme, meilleure musique originale, meilleur son, meilleur multijoueurs en ligne, concept le plus innovant). source: Livre Guinness des records 2008.
Une suite, baptisée Resistance 2, a été dévoilée le 14 janvier 2008. Disponible dès la fin de l'année 2008 sur PlayStation 3, elle devrait notamment comporter un mode multijoueurs jouable jusqu'à 60 joueurs ainsi que deux campagnes distinctes.

## Trame

### Ligne du temps
1898
Bien que réticente, l'Espagne accorde l'indépendance de Cuba.
1908
(Septembre) Un objet inconnu venu de l'espace, probablement un météore explose au-dessus de la Toungouska pierreuse, une rivière sibérienne. L'explosion génère une onde de choc qui s'avère dévastatrice sur une centaine de miles à la ronde. La pression atmosphérique est aussi affectée sur une grande zone comme le démontrent les barographes islandais.
1914
(Août) Début de la Grande Guerre à la suite de l'invasion du protectorat allemand du Togoland par les forces armées françaises et britanniques.
1917
(Mars) En raison de la guerre sous-marine à outrance menée par la marine allemande, le président américain Woodrow Wilson décide de déclarer la guerre à l'Allemagne mais le Congrès, mené par l'isolationniste Henry Cabot Lodge refuse d'entrer en guerre.
(Octobre) Les bolcheviks sont brutalement écrasés par le tsar Mikhail lors de la Révolution Russe. Le parti socialiste bolchévique est dissous et son chef, Vladimir Oulianov Lénine, est envoyé dans un camp de travail en Sibérie orientale.

### Contexte
Juillet 1951. Le virus Chimèrien s'est propagé de la Russie vers l'Europe de l'Ouest, transformant les humains en créatures hostiles (chimèriennes). Une guerre totale est engagée. En Angleterre, le sergent Nathan Hale, de l'armée américaine, mène la résistance. Le titre signifie d'ailleurs en français « Résistance : La Chute de l'Humanité ».

### Synopsis
En 1949, le virus chimérien quitte la Russie et s'empare de l'Europe au bout de quatre semaines, sauf de l'Angleterre. Mais en 1951, les Chimères creusent sous la Manche et envahissent le pays. Pour aider les Anglais, les Américains envoient 12 000 hommes à Manchester. Mais ceux-ci sont arrêtés à York par une attaque surprise. Un seul arriva à Manchester, le sergent Nathan Hale. Personne ne sait ce qui s'est passé mais une chose est sûre : Hale fut le seul survivant.

## Système de jeu

### Généralités
Resistance: Fall of Man propose un mode solo d'une quinzaine d'heures de jeu (réputé assez difficile), un mode coopératif (identique au mode solo mais jouable à deux en coopération) et un mode multijoueur en ligne et hors ligne, auxquels 40 joueurs peuvent prendre part simultanément (à noter que différentes armes et modes de difficulté sont à débloquer en terminant la campagne).
Le jeu se démarque des jeux de tir à la première personne classiques tournant autour de la 2e Guerre mondiale en proposant une histoire totalement fictive (une uchronie), ce qui a pour principal intérêt la liberté des développeurs dans la conception.
Les ennemis, des monstres mutants originaires de Russie, possèdent un panel d'attaques bien plus étoffé que les humains. Les Chimères ont également une I.A très développée. Le joueur doit régulièrement surveiller les partenaires qui l'accompagnent pour s'assurer qu'ils ne sont pas menacés. Il est primordial de sauver le maximum d'alliés pour ne pas se retrouver seul jusqu'à la fin d'une longue mission.
Le gameplay prend en compte le système de reconnaissance de mouvements de la Sixaxis, le joueur peut ainsi se débarrasser des ennemis qui l'agrippent en secouant la manette. Dans le mode online, la même fonction sert à retirer des marqueurs, des charges électriques, du feu, ou des grenades collantes de son corps
Soixante missions différentes sont proposées dans le mode en ligne.

### Armes
La plupart des 17 armes offrent deux modes de tir (primaire et secondaire), une fois collectée, chaque arme est disponible dans l'inventaire du joueur à n'importe quel moment. Ces deux aspects renforcent la dimension stratégique du jeu.

### Armes du jeuResistance: Fall of Man

#### Armes utilisées par l'US Army et par laBritish Army
Carabine M5A2 Folsom
Surnommée « la rame » à cause de la taille sa crosse en bois et de sa capacité à donner littéralement « une fessée » à son adversaire, la M5A2 est l'arme réglementaire des Rangers de l'armée américaine opérant au Royaume-Uni durant l'opération Delivrance. Approvisionné par un chargeur de 50 coups, cette carabine tire en mode automatique la puissante cartouche militaire anglaise, la .303 British. Un lance-grenade M200 tirant des grenades à fragmentation sans-étui de 40 mm est monté sous le canon. La M5A2 Folsom est utilisée par la British Army sous le nom de No. 6 Mk 6, elle est facilement reconnaissable par ses organes de visée différents.
Grenade à fragmentation
La grenade à fragmentation No 22 est la munition antipersonnel réglementaire des forces armées britanniques. Une fois amorcée, la grenade à la réputation d'émettre une fumée irritante juste avant son explosion. Cette une arme défensive idéale, elle peut s'avérer meurtrière lorsque l'ennemi est retranché.
Rossmore 236
Le fusil de combat rapproché Rossmore 236 est aussi bien utilisé par la British Army pour la défense de ses bases, que pour les combats en zone urbaine. Ce fusil à pompe de calibre 12 possède un magasin tubulaire de 8 cartouches et de manière inhabituelle, deux canons superposés permettant de tirer une salve de deux coups. Cette arme à une puissance d'arrêt très importante, à courte portée, elle est très efficace contre n'importe quel type d'ennemi.
L209 RLAB
Le L209 RLAB (Roquette Légère Anti-Blindage) est un lance-roquette multiple conçu initialement pour détruire les divisions de blindés russes. Chacune des deux roquettes qu'il peut lancer peuvent être arrêtées en plein vol et faire du surplace à l'aide de leur rétrofusées, il est alors possible de leur faire lâcher une trentaine de sous-munitions fusantes ou simplement de les rediriger vers une autre cible.
Fusil de précision L23
Le fusil de précision L23 est l'arme de choix des tireurs d'élite du corps des Royal Marines britanniques. Le fusil fonctionne de manière semi-automatique, son boîtier-chargeur à une capacité de 6 balles. Le L23 est chambré avec une version modifiée de la balle de calibre .303, la Mark X offrant une vitesse initiale de 731 m/s.
Grenade thermobarique
La grenade thermobarique No 42 a été spécialement conçue pour éliminer les Chimères dans les milieux confinés commun aux milieux urbains. La No 42 est capable d'adhérer à n'importe quel type de surface solide, une fois fixée, elle commence alors à libérer un composé volatil hautement inflammable, juste avant sa mise à feu. L'explosion qui s'ensuit génère une onde de choc brûlant tout dans un vaste rayon.
L11-2 Dragon
Cet incinérateur portatif pulvérise sous forme d'aérosol un agent chimique catalysé hautement corrosif de couleur bleu cyan. Pour augmenter la portée du lanceur, il est possible de comprimer l'agent chimique avant de le pulvériser, il en résulte alors de l'expulsion d'un nuage dense brûlant tout sur son passage.

#### Armes chimérienne
Nettoyeur
Le Nettoyeur est l’arme principale utilisée par les hybrides. Il tire des projectiles énergétiques à faible vitesse initiale. Sa cadence de tir élevée offre au Nettoyeur une précision médiocre, le rendant inefficace à longue portée.
 Le tir secondaire permet des tirer des marqueurs qui permettent de guider les projectiles suivants sur la cible marquée, par l'intermédiaire d'un faisceau laser.
 En marquant une cible non-organique tel un mur ou un poteau et en maintenant la touche du tir secondaire, il est alors possible de faire orbiter tous les projectiles tirés autour de la zone marquée pour créer une sorte de piège qui se déclenche à la simple présence d'un ennemi.
Le Nettoyeur embarque un total de 70 projectiles par magasin et peut emporter un maximum de 6 marqueurs.
Grenade hérisson
La grenade hérisson est le nom donné par les soldats à la munition antipersonnel chimérienne. Dès son contact avec le sol, juste après son lancement, cette grenade à la particularité de bondir en l'air avant de d'expulser une vingtaine de pics tranchant capable d'empaler n'importe qui se trouvant à proximité.
Foreur
Cette arme couramment utilisée par les Têtedures est capable de tirer des rayonnements transitoires capable de traverser n'importe quelle surface, causant au passage d'importantes brûlures. Il peut également générer des champs de force pendant un court laps de temps capable d'arrêter tout type de projectiles ennemis. Son mode de tir est automatique tout comme le Nettoyeur, quoique tirant plus lentement, il s'avère être précis sur de longue distance. Son magasin ne contient que 20 munitions en plus d'un générateur de champ de force.
Les Faucheuses
Ces deux petites carabines automatiques chimérienne sont utilisées par les Crânefins. Le tir secondaire permet d'engager deux cibles à la fois, tant qu'elles se trouvent dans le champ de vision du tireur. Autonomie de 50 coups par carabine.
Foudroyeur
Arme favorite des Long-crocs, le Foudroyeur génère un arc électrique attirée par les tissus organiques, la rendant dévastatrice à courte portée. Le tir secondaire lance une salve d'étincelles capable d'électrocuter plusieurs cibles à la fois. L'arme emporte 60 unités, chaque tir en consomme plusieurs, elle a tendance à surchauffer après plusieurs tirs répétés.
Nettoyeur Mark II
Identique au Nettoyeur au niveau de son fonctionnement et sur le point de vue visuel, le Nettoyeur Mark II est l'arme de choix des Hybrides avancés. Il est surnommé « la mort bleue » auprès des soldats à cause de la couleur bleue cyan de ses projectiles dévastateurs causant des plaies sanguinolentes permanentes.
Fragmenteur
Le Fragmenteur est une arme avancée chimérienne peu commune en raison de l'importance des dégâts collatéraux qu'elle crée. Cela ayant tendance à en faire une arme impopulaire auprès de ses utilisateurs. Le tir primaire projette une salve comprimée de 27 de projectiles explosifs à haute-vélocité. Le mode de tir secondaire permet de diviser l'essaim de projectiles en trois groupes distincts et cela plusieurs fois de suite. En maintenant la touche du tir primaire enfoncée, il est possible d'immobiliser les projectiles en plein vol. Capacité d'emport de 30 salves au maximum.

#### Armes humaines issues de la technologie chimérienne
XR-003 Englueur
Selon les services de renseignements britanniques, cette arme encore à l'état de prototype aurait été le résultat des études menées par les programmes secrets d'armement américain sur la technologie chimérienne. L'Englueur peut lancer jusqu'à 80 boules explosives dont la texture gluante et visqueuse leur permet de s'accrocher à n'importe quelle surface ou simplement de s'agglutiner entre elles. Ces mines organiques explosent au contact et pour décourager tout ennemi qui serait tenté de s'en approcher, elles peuvent être déclenchées à distance en pressant la touche du tir secondaire.
XR-005 Grêleur
Bien qu'il ne figure pas dans l'inventaire de l'armée américaine, on pense que le Grêleur tire ses origines des programmes secrets d'armement américain. Ayant une cadence de tir impressionnante et inégalée, le Grêleur tire en moins de cinq secondes 50 salves, chacune composées d'une demi-douzaine de dards subsoniques fluorescents capable de ricocher sur n'importe quelle surface dure. Il est possible aussi de vider le chargeur ou les munitions restantes d'un seul coup pour former un essaim de munitions flottant au-dessus du sol, attaquant tout ennemi se trouvant aux alentours.
Grenade réfléchissante
D'apparence similaire à une grenade Flash, la grenade réfléchissante M88-M.U. est une arme défensive extrêmement rare apparue depuis peu sur le champ de bataille. On ignore tout de ses origines. Une fois lancée, elle génère une bulle géante transparente durant un court moment, capable de faire ricocher toutes les attaques des armes de l'ennemi. Seuls les éclairs du Foudroyeur sont capables de la traverser.

### Mode en ligne
Ce jeu a un mode en ligne plutôt fourni : il y a plusieurs modes de jeu et on peut y jouer jusqu'à 40.
Les modes principaux sont :
- Le match à mort : chaque joueur lutte pour sa survie, chaque autre joueur étant un ennemi à abattre pour gagner des points.
- Le match à mort en équipe : idem, mais cette fois les joueurs sont répartis en 2 équipes, orange et bleue.
- Les cartes sont déterminées soit par l'hôte de la partie, soit automatiquement selon le nombre de joueurs.
- Les matchs à objectifs : capture du drapeau, conquête, ... Il s'agit de prendre d'assaut un objectif selon diverses règles.

## Développement
Le budget de Resistance: Fall of Man est estimé entre 15 et 20 millions d'euros.

## Accueil
- Famitsu : 33/40
- IGN : 9.1/10
- Official PlayStation Magazine : 9/10
- GameRankings : 89 %
- Jeuxvideo.com : 15/20